# LIV Systems
LIV Systems is een fabrikant van zwenkwielen, bokwielen, technische metalen onderdelen, kruiwagens en wielen voor afvalcontainers in Postojna (plaats) Slovenia.

## Geschiedenis
In 1954 richtte het Postojna District People's Committee de metaalwerkplaats LIV op. Na de onafhankelijkheid van Slovenië in 1991 werd het bedrijf gesplitst in Liv Plastika, Liv Kolesa, Liv Orodjarno en Liv Hydraulics.
Door de bankencrisis in Slovenië kon LIV Kolesa haar schuld in 2014 niet herfinancieren en werd zij geherfinancierd door de Sloveense "Bad bank" Bank Asset Management Company (BAMC).
In 2018 verkocht de BAMC Liv Kolesa aan particuliere beleggers die het bedrijf herdoopten tot LIV Systems.